# 1985 في كمبوديا
فيما يلي قوائم الأحداث التي وقعت خلال عام 1985 في كمبوديا.

## سياسة

### تعيين في المنصب
- 14 يناير – هون سين رئيس وزراء كمبوديا.

## مواليد

### أكتوبر
- 7 أكتوبر – تشين تشوم لاعب كرة قدم كمبودي.
- 10 أكتوبر – نوت سينون لاعب كرة قدم كمبودي.

## وفيات

### مايو
- 18 مايو – بين ناوث (مواليد 1906) سياسي كمبودي.

### نوفمبر
- 17 نوفمبر – لون نول (مواليد 1913)